# Lưu Bình (Tam Quốc)
Lưu Bình (tiếng Trung: 留平; bính âm: Liu Ping; ? - 272), không rõ tên tự, là tướng lĩnh Đông Ngô thời Tam Quốc trong lịch sử Trung Quốc.

## Cuộc đời
Lưu Bình quê ở huyện Trường Sơn, quận Cối Kê, Dương Châu, là con trai thứ của Tả tướng quân Lưu Tán, em trai của thái thú Nam Hải Lưu Lược, cùng Thi Tích, Chung Ly Tuân được xưng là trí mưu danh tướng.
Năm 263, Lưu Bình theo Đinh Phụng đánh Thọ Xuân, nhằm phân tán lực lượng quân Ngụy, cứu Thục Hán. Cuối năm, Thục Hán diệt vong, quân Ngô lui về. Năm 264, Lưu Bình khi đó giữ chức Chinh tây tướng quân, theo Lục Kháng, Bộ Hiệp, Thịnh Mạn dẫn quân tiến vào quận Ba Đông, bao vây thành Vĩnh An. Thái thú La Hiến chỉ có mấy nghìn quân, chống cự mấy vạn quân Ngô suốt 6 tháng. Cuối cùng, Đông Ngô rút lui.
Năm 266, giám quân Vương Phồn trong yến tiệc say rượu, đắc tội Tôn Hạo. Trấn tây tướng quân Lưu Bình cùng Vệ tướng quân Đặng Dận cầu tha cho Phồn nhưng bất thành. Phồn bị hành quyết tại chỗ. Không lâu sau, Bình được thăng làm Tả tướng quân. Tháng 12 cùng năm, Tả thừa tướng Lục Khải bí mật gặp Hữu Đại tư mã Đinh Phụng, Tả ngự sử đại phu Đinh Cố, bàn chuyện phế Tôn Hạo, lập con của Tôn Hưu làm vua. Lưu Bình kiên quyết phản đối, kế hoạch này bị từ bỏ.
Năm 271, Tôn Hạo không nghe khuyên can, vào mùa đông suất quân bắc phạt đánh Tấn. Binh sĩ hành quân vào mùa rét, gặp mưa tuyết cản đường, tiếng oán đầy trời, buộc Tôn Hạo phải lui quân. Trước đó, Lưu Bình cùng Hữu thừa tướng Vạn Úc, Hữu Đại tư mã Đinh Phụng lén bàn chuyện rút quân. Tôn Hạo biết chuyện, tiến hành trả thù, nhưng niệm tình quân thần, ban cho Úc, Bình mỗi người một chén rượu độc. Lưu Bình may mắn thu được thuốc giải mà giữ được tính mạng, nhưng u buồn thành tật, được một tháng thì chết.

## Trong văn hóa
Trong tiểu thuyết Tam quốc diễn nghĩa của La Quán Trung, Lưu Bình xuất hiện ở hồi 120. Lưu Bình cùng Vạn Úc, Lâu Huyền thấy Tôn Hạo vô đạo, thẳng thắn can gián, bị Tôn Hạo giết chết.